# Toon van Ham

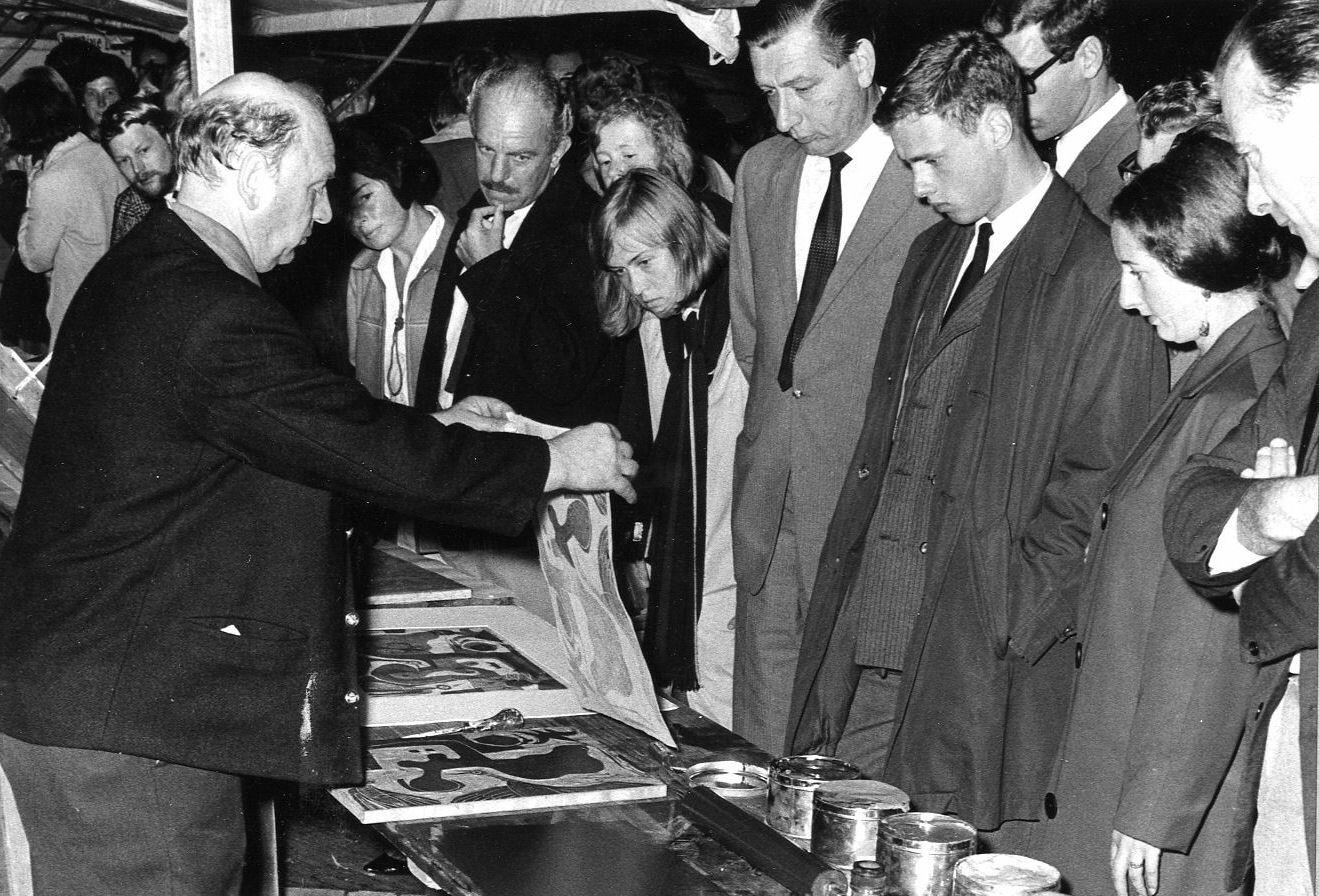
Toon van Ham op de Utrechtse kunstmarkt

Antonius Franciscus Petrus (Toon) van Ham (Gouda, 25 februari 1905 - Usquert, 8 februari 1988) was een Nederlandse kunstenaar. 
In zijn geboortestad Gouda ging hij als jongeman werken op de plateelfabriek om vazen en borden te beschilderen. Hij ontwikkelde daarna zijn kunstenaarschap op eigen kracht.
Toon van Ham was een veelzijdig kunstenaar. Hij begon met figuratief werk, maar heeft later ook veel abstract geschilderd in verschillende stijlen. In Utrecht, waar hij een groot deel van zijn leven woonde, verwierf hij bekendheid door een map met de hand ingekleurde litho's van bekende Utrechtse stadsgezichten te maken.
Hij was lid van het Genootschap Kunstliefde.
Werk van Toon van Ham werd opgenomen in de collectie van het Centraal Museum in Utrecht. De litho's van de stadsgezichten hingen in  het stadhuis.
Hij boekte succes met een serie tv-verhalen die hij met regisseur Hans Sleurink en een team Antillianen uit de culturele wereld maakte over Kompa Nanzi, de eeuwenoude held uit Afrikaanse volksverhalen. Deze volksheld werd in de 16de en 17de eeuw met de slavenschepen meegevoerd naar onder andere de Nederlandse Antillen en Suriname (waar hij Anansi wordt genoemd). Toon van Ham maakte bijna vierhonderd tekeningen voor de tv-serie.
Op latere leeftijd verhuisde hij naar het Groningse Usquert, waar hij zich door afnemende gezondheid beperkte tot het maken van potloodtekeningen. In 1988 overleed hij te Usquert.
- Biografisch Portaal: 22589476
- Digitale Bibliotheek voor de Nederlandse Letteren: ham_015
- RKD-Nederlands Instituut voor Kunstgeschiedenis: 35579
- Union List of Artist Names: 500643411
- Virtual International Authority File: 283702126